# Pulse (video, Pink Floyd)
Pulse (stylizováno jako p•u•l•s•e) je videozáznam koncertu britské skupiny Pink Floyd z roku 1994. Video bylo na VHS a laserdiscu vydáno v červnu 1995, na DVD potom v červenci 2006.
Ke studiovému albu The Division Bell uspořádali Pink Floyd rozsáhlé koncertní turné po Severní Americe a Evropě, které se konalo od března do října 1994. Poslední vystoupení se konala v Londýně v Earls Court od 12. do 29. října (celkem 15 koncertů). Celé turné bylo nahráváno a v květnu 1995 byl vydán zvukový záznam pod názvem Pulse, který je seskládán z písní z různých koncertů. Na vystoupení v Earls Court 20. října byl rovněž pořízen i videozáznam, který v červnu 1995 vyšel na VHS a laserdiscu pod stejným názvem Pulse.
10. července 2006 byl videozáznam vydán na dvou DVD s mnoha bonusy.

## Seznam skladeb

### VHS a DVD verze
Verze na DVD je shodná s VHS (vyjma bonusů, viz níže), pouze je rozdělena na dva disky. První skladbou na druhém disku je „Speak to Me“.
1. „Shine On You Crazy Diamond“ (Gilmour, Waters, Wright/Waters)
2. „Learning to Fly“ (Gilmour, Moore, Ezrin, Carin)
3. „High Hopes“ (Gilmour/Gilmour, Samson)
4. „Take It Back“ (Gilmour, Ezrin/Gilmour, Samson, Laird-Clowes)
5. „Coming Back to Life“ (Gilmour/Gilmour)
6. „Sorrow“ (Gilmour/Gilmour)
7. „Keep Talking“ (Gilmour, Wright/Gilmour, Samson)
8. „Another Brick in the Wall Part 2“ (Waters/Waters)
9. „One of These Days“ (Waters, Wright, Mason, Gilmour)
10. „Speak to Me“ (Mason)
11. „Breathe“ (Waters, Gilmour, Wright/Waters)
12. „On the Run“ (Gilmour, Waters)
13. „Time“ (včetně „Breathe (Reprise)“) (Mason, Waters, Gilmour, Wright/Waters)
14. „The Great Gig in the Sky“ (Wright/Torry)
15. „Money“ (Waters/Waters)
16. „Us and Them“ (Waters, Wright/Waters)
17. „Any Colour You Like“ (Gilmour, Mason, Wright)
18. „Brain Damage“ (Waters/Waters)
19. „Eclipse“ (Waters/Waters)
20. „Wish You Were Here“ (Gilmour, Waters/Waters)
21. „Comfortably Numb“ (Gilmour, Waters/Waters)
22. „Run Like Hell“ (Gilmour, Waters/Waters)

### Verze na laserdiscu
1. „Shine On You Crazy Diamond“ (Gilmour, Waters, Wright/Waters)
2. „Learning to Fly“ (Gilmour, Moore, Ezrin, Carin)
3. „High Hopes“ (Gilmour/Gilmour, Samson)
4. „Take It Back“ (Gilmour, Ezrin/Gilmour, Samson, Laird-Clowes)
5. „Coming Back to Life“ (Gilmour/Gilmour)
6. „Sorrow“ (Gilmour/Gilmour)
7. „Keep Talking“ (Gilmour, Wright/Gilmour, Samson)
8. „Speak to Me“ (Mason)
9. „Breathe“ (Waters, Gilmour, Wright/Waters)
10. „On the Run“ (Gilmour, Waters)
11. „Time“ (včetně „Breathe (Reprise)“) (Mason, Waters, Gilmour, Wright/Waters)
12. „The Great Gig in the Sky“ (Wright/Torry)
13. „Money“ (Waters/Waters)
14. „Us and Them“ (Waters, Wright/Waters)
15. „Any Colour You Like“ (Gilmour, Mason, Wright)
16. „Brain Damage“ (Waters/Waters)
17. „Eclipse“ (Waters/Waters)
18. „Another Brick in the Wall Part 2“ (Waters/Waters)
19. „One of These Days“ (Waters, Wright, Mason, Gilmour)
20. „Wish You Were Here“ (Gilmour, Waters/Waters)
21. „Comfortably Numb“ (Gilmour, Waters/Waters)
22. „Run Like Hell“ (Gilmour, Waters/Waters)

### Bonusy na DVD
Bootlegging the Bootleggers:
1. „What Do You Want from Me“ (Gilmour, Wright/Gilmour, Samson)
2. „On the Turning Away“ (Gilmour, Moore)
3. „Poles Apart“ (Gilmour/Gilmour, Samson, Laird-Clowes)
4. „Marooned“ (Gilmour, Wright)

Promítané filmy na koncertě:
1. „Shine On You Crazy Diamond“
2. „High Hopes“
3. „Learning to Fly“
4. „Speak to Me“
5. „On the Run“
6. „Time“ (1994)
7. „The Great Gig in the Sky“
8. „Money“ (1987)
9. „Us and Them“ (1987)
10. „Brain Damage“
11. „Eclipse“
12. alternativní verze:
  1. „Time“
  2. „Money“
  3. „Speak to Me“ (1987)
  4. „The Great Gig in the Sky“
  5. „Us and Them“ (1994)

Videoklipy:
1. „Learning to Fly“
2. „Take It Back“

Za scénou: „Say Goodbye to Life as We Know It“
Uvedení do rock and rollové síně slávy (USA, 1996) včetně „Wish You Were Here“ s Billym Corganem
Další:
1. fotogalerie
2. přebaly alb
3. televizní reklama na Pulse (1995)
4. mapa turné
5. itinerář
6. plány pódia

## Obsazení
- Pink Floyd:
  - David Gilmour – kytary, zpěv
  - Rick Wright – klávesy, vokály, zpěv
  - Nick Mason – bicí
- Tim Renwick – kytary, vokály
- Guy Pratt – baskytara, vokály, zpěv
- Jon Carin – klávesy, vokály, zpěv
- Dick Parry – saxofony
- Gary Wallis – perkuse
- Sam Brown, Claudia Fontaine, Durga McBroom – vokály